# Japanische Staatsbürgerschaft

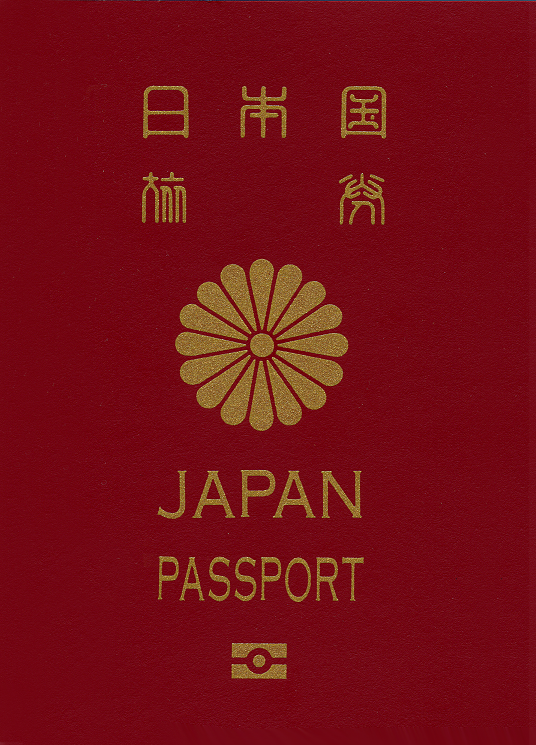
Japanischer Reisepass

Die japanische Staatsbürgerschaft bestimmt die Zugehörigkeit einer Person zum japanischen Staatsverband mit den zugehörigen Rechten und Pflichten. Moderne japanische Bestimmungen über die Staatsangehörigkeit sind aufs Engste mit den Regelungen über die Familienregister (Koseki) verbunden. Zwischen 1868 und 2015 wurden 581.000 Personen eingebürgert.

## Altertum und Mittelalter
Bereits die Gesetze des Ritsuryō-Verwaltungssystems, seit dem 8. Jahrhundert, enthielten Bestimmungen über den Aufenthalt bzw. Einwanderung von Ausländern. Solche „Einbürgerungen“ sind nicht im Sinne modernen Nationalstaatsverständnisses zu sehen, sondern dienten der Gewinnung neuer steuerpflichtiger Familienoberhäupter, für die es Registrierungspflichten gab. Als Anreiz wurde in der frühen Heian-Zeit Neubürgern, meist aus Korea stammenden Handwerkern, zehn Jahre Steuerbefreiung gewährt. Damalige Register hießen kogō-nen jaku und sind erstmals für das Jahr 670 belegt.
Der Zuzug von Fremden war und blieb immer streng kontrolliert und fand in den 250 Jahren der Abschottung, von wenigen Ausnahmen für einheiratende Chinesen oder Mischlingskinder abgesehen, nach 1603/30 nicht statt. Rechte und vor allem Pflichten der Einwohner (im Sinne des Neo-Konfuzianischen Weltbildes) ergaben sich vor aus ihrer Zugehörigkeit zu einem der vier Stände oder den Ausgestoßenen (非人 hinin und 穢多 eta).

## Frühe Meiji-Ära
Beim Entstehen des japanischen Nationalstaats 1868–73, vor allem durch Auflösung der Samurai-Domänen (廃藩置県 haihan chiken), galt zunächst ius soli, auch für die bisher Ausgegrenzten und die Ainu sowie bei der gewaltsamen Eingliederung Okinawas 1879.
Das Konzept Untertanen als kokumin, also „Angehörige des Landes“, zu sehen, wurde erst langsam nötig. Ein Abschluss fand sich erst in der Kriegsbegeisterung, die den Feldzug gegen China 1894/5 begleitete und der durch ein Heer von Wehrpflichtigen errungen wurde.
Reisepässe für das Ausland wurden für japanische Untertanen erstmals 1866 ausgegeben.
Bereits 1872/73 erließ man Verordnungen, die Staatsangehörigkeitsfragen im Bezug auf Ausländer-Heirat und -Adoption regelte. Frauen nahmen bei Heirat die Nationalität ihres Mannes an. Einer der Kernpunkte war: Ein Ausländer kann nicht im Familienregister eingetragen werden, somit auch keinem Haushalt vorstehen. D. h., die Eigenschaft japanischer kokumin zu sein (nihonjin taru no bungen), ergab sich aus der Eintragung im Koseki. Bei Einbürgerung war immer auch die Annahme eines echt japanischen Namens erforderlich.
Ein sich stark am französischen Vorbild orientierendes erstes Zivilgesetzbuch wurde zwar 1890 verkündet, aber sein Inkrafttreten 1892 auf unbestimmte Zeit verschoben, bis 1898 die Aufhebung folgte. Es tat dem japanischen Verständnis von der Wichtigkeit zur Zugehörigkeit zu einer „Familie“ (bzw. Haushalt; 家 ie) nicht genug Rechnung. Gerade dieses Zugehörigkeitskonzept wurde dann zur Grundlage des Staatsangehörigkeitsverständnisses. In diesem Gesetzbuch war noch der Erwerb der Nationalität in Form der Optionsmöglichkeit durch Willenserklärung des (langjährig) in Japan ansässigen Ausländers vorgesehen.

## Staatsangehörigkeitsgesetz 1899
Die erste moderne Verfassung Japans, die sogenannte Meiji-Verfassung von 1889, hatte in Art. 18 festgeschrieben, dass die Staatsangehörigkeit per Gesetz zu regeln sei. Das Staatsangehörigkeitsgesetz (Nr. 66, 1899) erfüllte diese Vorgabe. Ebenfalls von Bedeutung waren die modernisierten Bestimmungen zu den Familienregistern (Koseki) sowie die Bestimmungen zur Heirat eine Frau, die Haushaltsvorstand ist, das sogenannte nyūfu-konin, geregelt im Gesetz Nr. 21 von 1898. Wie in den meisten Fragen der Zivilrechtsreform folgte man dem damals noch jungen, preußisch dominierten, reichsdeutschen Vorbild. Das deutsche ethno-kulturelle Verständnis von „Nation“ kam der japanischen Idee der Einmaligkeit der japanischen Rasse und der Wichtigkeit der im männlichen Zweig fortzusetzenden Blutlinie (ie) nahe.

Außer den üblichen staatsbürgerlichen Rechten und Pflichten, gab es daher auch Regelungen die z. B. vorschrieben, dass ein Haushaltsvorstand Japaner sein musste oder Landbesitz nur für diese möglich war.
Das Staatsangehörigkeitsgesetz 1899 setzte vor allem Prinzipien des ius sanguinis in der zur damaligen Zeit international üblichen Form um, berücksichtigte dabei aber auch Besonderheiten des japanischen Familienrechts. Die Zuständigkeit lag beim Innenministerium. Es trat in Kraft zu einer Zeit, als die meisten ausländischen Mächte auf ihre exterritorialen Rechte verzichteten. Mit „Ausländern“ waren vor allem Europäer (Gaijin) gemeint; die schnell wachsende Gruppe aus China stammender Hilfsarbeiter wurde durch das kaiserliche Edikt 352 von 1899 speziell diskriminiert.
Die Staatsbürgerschaft durch Geburt erwarb:
- jedes Kind eines japanischen Vaters, wenn er zum Zeitpunkt der Geburt Japaner war. (Dies galt bei dauerndem Auslandsaufenthalt auch weiter für Kinder und Enkel.)
- jedes Kind eines Vaters der nicht mehr japanischer Untertan ist, aber der es durch Adoption oder Einheirat mit einer nyūfu-konin Japaner geworden war, wenn er zum Zeitpunkt der Zeugung Japaner war.
- jedes (in Japan geborene) Kind einer japanischen Mutter, wenn der Vater unbekannt oder staatenlos ist.
- in Japan geborene Findelkinder.
- in Japan Geborene, wenn beide Elternteile staatenlos sind.

Durch Erwerb japanischer Untertan wurde man:
- wenn ein Territorium staatsrechtlich unter die Kontrolle Japans kam (z. B. Formosa 1895, Korea 1910, m. E. ehem. deutscher Kolonialbesitz im Pazifik 1920). Wobei es ggf. zusätzliche Regeln in völkerrechtlichen Verträgen gab, z. B. der Abtretung Südsachalins 1905.[12]
- Anerkennung der Vaterschaft, bei gleichzeitiger Zustimmung der Mutter, eines minderjährigen, nicht mit einem Ausländer verheirateten Kindes.
- gem. den genannten familienrechtlichen Bestimmungen über nyūfu-konin und Erwachsenenadoption zur Erhaltung der Stammhalterschaft (婿養子 muko yōshi). Hierbei musste vom Innenminister eine Genehmigung eingeholt werden, die an Unbescholtenheit und mindestens einjährigen legalen Aufenthalt im Lande gebunden war.
- durch Einbürgerung (帰化 kika) auf Antrag unter den Voraussetzungen, dass der Antragsteller:
  - mindestens 20 Jahre alt sowie nach dem Recht seines Herkunftsstaates volljährig und geschäftsfähig ist,
  - mindestens fünf Jahre durchgehend in Japan wohnt,
  - guten Charakters ist,
  - finanziell autark,
  - staatenlos ist oder seine bisherige Staatsangehörigkeit aufgibt.

Mit Ausländern verheiratete Frauen konnten nur zusammen mit ihrem Ehemann eingebürgert werden, außer wenn das Ehepaar unterschiedliche Staatsangehörigkeiten hatte; was zur damaligen Zeit nur in wenigen Staaten, z. B. Russland oder Portugal, möglich war. Sonst nahm eine Frau fast überall bei Heirat automatisch die Nationalität ihres Mannes an.
Von der Aufenthaltsdauererfordernis konnte abgewichen werden, wenn der Antragsteller:
- japanische Eltern hatte und mit der Kultur vertraut war.
- mit einer Japanerin verheiratet war.
- in Japan geboren war und ein Elternteil Japaner - nach drei Jahren Aufenthalt.
- nach zehn Jahren und volljährig bei Antragstellung, mit einem japanischen Elternteil, ohne fremde Staatsbürgerschaften aufgeben zu müssen.
- besondere Verdienste um Japan erworben hatte. Genehmigung erfolgte durch den Innenminister mit Zustimmung der „himmlischen Majestät“ (Tennō).

Gültig wird, auch heute noch, eine Einbürgerung am Tage der Veröffentlichung im Staatsanzeiger (官報 Kanpō). Dieser erscheint seit 1883. Sie galt, mit wenigen Ausnahmen in Sonderfällen, für Ehefrau und minderjährige, unverheiratete Kinder.
Eingebürgerte und ihre Kinder blieben per Gesetz von Ernennungen in die obersten beiden Klassen des Beamtentums ausgeschlossen, jedoch waren nach zehn Jahren Ausnahmen durch den Innenminister möglich.
Verlustgründe waren:
- Heirat einer Japanerin mit einem Ausländer.
- Scheidung eines durch nyūfu-konin-Heirat Eingebürgerten oder Rückabwicklung einer Adoption.
- Vaterschaftsanerkennung durch einen Ausländer, bei dadurch bedingtem Erwerb einer fremden Staatsbürgerschaft, sofern der Nachfahre zwischenzeitlich nicht in Japan vermählt war.
- Freiwillige Annahme einer fremden Staatsbürgerschaft.

Männer ab 17 Jahren konnten nur dann ihrer Staatsangehörigkeit verlustig gehen, wenn sie nicht (mehr) wehrpflichtig waren, also bis zum 40. Geburtstag. Ebenso blieben Beamte solange Japaner, wie sie im Staatsdienst standen.
Ausbürgerungen eines männlichen Familienoberhaupts erstreckten sich auch auf Frau und minderjährige Kinder, sofern diese nicht weiterhin in einem japanischen Haushalt lebten. Aufzugeben waren die Rolle eines Haushaltsvorstandes und eventueller Landbesitz zu verkaufen, wobei eine Härtefallregelung ein Jahr Gnadenfrist zugestand. Danach fiel das Land an die Staatskasse.
Der Wiedererwerb für diejenigen, die freiwillig eine fremde Staatsbürgerschaft angenommen hatten oder für eine ehemalige Japanerin, die weiter im Lande lebte, war nach Scheidung problemlos und nicht an weitere Vorbedingungen gebunden.
Die Gesetzesänderung 1916 (Nr. 27, 15. März 1916) brachte für Frauen die Verbesserung, dass sie falls sie einen Staatenlosen heirateten ihre japanische Staatsangehörigkeit behielten.

Eingeführt wurde auch eine Entlassung auf Antrag für im Ausland geborene und dort wohnende Japaner.
Die Gesetzesänderung 1924 (Nr. 19, 19. Juli 1924, i. V. m. Verordnungen vom 15. und 17. Nov.) kodifizierte Registrierungspflichten für im Ausland geborene Kinder. Eine Liste von Ländern mit starkem ius soli bestimmte, welchen im Ausland Geborenen rückwirkend ihre japanische Staatsangehörigkeit aberkannt wurde, wenn sie keine gegenteilige Erklärung abgaben. Diese Vorschrift, die in Verbindung mit Wehrpflichtigen zu Problemen führte, wurde 1931 etwas entschärft.

### Koloniale Untertanen

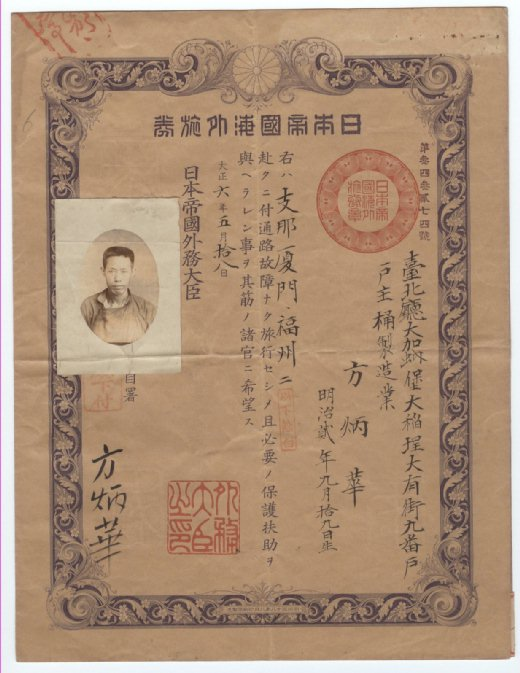
Auf Taiwan 1917 ausgestellter japanischer Reisepass für Auslandsreisen.

Das japanische Kaiserreich war im Inneren kein einheitliches Rechtsgebiet, jedoch waren alle Untertanen „Japaner“ (taigaiteki nihonjin). Bei Auslandsreisen erhielten sie entsprechende Pässe.
Die verschiedenen in den Kolonien geführten Familienregister wurden als „äußere“ (gaichi) bezeichnet, im Gegensatz zu denen „inneren“ (naichi) des Kernreichs (honkoku). Lebte ein kolonialer Untertan (帝国国民 teikoku kokumin) dort, so war unter Umständen ein Eintrag in das dortige Register möglich.
Völkerrechtlich gilt das auch in den Pariser Vorortverträgen umgesetzte Prinzip, dass, vorbehaltlich eventueller Optionsregeln, (nur) die in abgetretenen oder unabhängig gewordenen Gebieten lebenden Staatsangehörigen des vormals herrschenden Landes automatisch die neue Staatsbürgerschaft erhielten.

#### Taiwan
Im Vertrag von Shimonoseki war eine zweijährige Optionsfrist vorgesehen: die Bewohner hatten zu entscheiden, ob sie auf der Insel bleiben oder aufs chinesische Festland umsiedeln wollten. Wer blieb, wurde japanischer Untertan, jedoch zunächst als „Einwohner Taiwans“ (Taiwan jūmin bzw. Taiwan sekimin) mit eingeschränkten staatsbürgerlichen Rechten jedoch bis auf weiteres auch chinesischer Nationalität. Für diesen Personenkreis wurden ab Januar 1897 spezielle Reisepässe für Chinareisen ausgestellt.
Im Rahmen der umfangreichen Reformen in der Gesellschaftsordnung Taiwans während des ersten Jahrzehnts japanischer Verwaltung wurden auch hier Koseki angelegt.

#### Korea
Die koreanische Halbinsel kam 1905/10 unter japanische Verwaltung. Zunächst Protektorat, wurden die Bewohner Koreas 1910 Untertanen.
Das japanische Staatsbürgerschaftsgesetz von 1899 wurde in Korea nie verkündet. Ein Familienregistergesetz angelehnt an das japanische Vorbild schuf das Chōsen koseki-rei von 1921. Die Vorschriften waren so gestaltet, dass es Koreanern kaum möglich war den „inneren“ Status zu bekommen.

#### Karafuto
Für das seit 1905 japanische Südsachalin wurde 1924 das Staatsangehörigkeitsgesetz übernommen. Die Familienregister der dortigen Japaner wurden aber erst 1943 zu inländischen.

#### Mandschukuo
Im nominell unabhängigen, ethnisch diversen Mandschukuo gab es drei unterschiedliche Register. Wegen der großen Zahl Wanderarbeiter und Staatenloser ließen sich die Konzepte des Mutterlandes schlecht umsetzten. Aus der kombinierten Eintragung im minseki und koseki ließ sich die japanische Staatsangehörigkeit herleiten. Noch einfacher wurde Unterscheidung nach Einführung des Melderegisters (kiryū seido) 1943.

#### Okinawa
Mit gewissen anfänglichen Sonderregeln galten die Koseki-Bestimmungen des Mutterlandes.
1945–1972
Okinawa war nominell keine Kolonie, sondern Präfektur des japanischen Kaiserreiches. Somit gehörte es nicht zu den gemäß der Potsdamer Erklärung abzutretenden Gebieten.
Die etwa 333.000 überlebenden Zivilisten der Schlacht um Okinawa wurden von den siegreichen Amerikanern zunächst bis April 1946 in großen Lagern interniert. Bis 1948 unterstand der Archipel einer reinen Militärverwaltung. Erst dann fiel in Washington die Entscheidung die Inselgruppe dauerhaft als Basis zu verwalten.
Dies hätte völkerrechtlich korrekt die Errichtung eines Mandats erfordert. Hierdurch wäre wie auf den anderen Pazifikinseln, die früher deutsch gewesen waren, eine Trusteeship-Angehörigkeit entstanden. Da aber im UN-Treuhandrat die Sowjetunion Sitz und Stimme hatte, lag es den Amerikaner fern ihren Gegnern am Höhepunkt des Koreakriegs ein Mitspracherecht zu geben. Im Art. 3 des Friedensvertrags sah man vor, dass Japan der Frage der Einrichtung eines Treuhandgebiets nicht widersprechen würde, sollte man diese Frage der UNO vorlegen. Dies zu tun „vergaß“ man dann.
Eine Folge war daher, dass die Okinawer japanische Staatsbürger, wenn auch unter US-Militärverwaltung, blieben.
Besagter Art. 3 galt auch für die Bonin-Inseln, die bis Juni 1968 amerikanisch kontrolliert blieben. Die dortige Zivilbevölkerung war 1944 evakuiert wurden. Die Besatzer ließen nur einige hundert weiße Nachfahren der ursprünglichen Bewohner zurück. Europäische Schiffbrüchige hatten hier vor der japanischen Besitzergreifung 1872 ein Gemeinwesen aufgebaut.

## Staatsangehörigkeitsrecht seit 1947
Muko yōshi und nyūfu-konin wurden bei der BGB-Reform 1948 abgeschafft. Der Familienregisterauszug bleibt weiterhin der effektive Nachweis der japanischen Staatsangehörigkeit. Die Familienregister werden seit 1947 so geführt, dass nur noch zwei Generationen darin aufgeführt sind.
Die beschriebene Trennung in innere und äußere Registrierungen erlaubten es der unter Kontrolle des SCAP weiter bestehenden japanischen Regierung 1947 die auf den vier Hauptinseln lebenden kolonialen Untertanen durch die Verordnungen über Ausländeregistrierung zu Nicht-Japanern zu erklären, die diskriminierenden Meldepflichten unterliegen. Betroffen waren vor allem Koreaner, die wegen des Fehlens eines koreanischen Staatswesens vor 1948 keinen Schutz genossen. Erst die Gesetzesnovelle von 1965 brachte denjenigen, die sich zur südkoreanischen Militärdiktatur bekannten einen dauerhaften Aufenthaltstitel. Seit 1989 sind dann Einbürgerungen der Zainichi erleichtert möglich.

Taiwanesen in Japan galten als Angehöriger einer Siegermacht (Nationalchina) und waren privilegiert.

Sofort nach Wiedererlangung der Souveränität 1952 wurde den ehemals kolonialen Untertanen endgültig die japanische Staatsbürgerschaft aberkannt. Noch heute leben geschätzt 30.000 „Nordkoreaner,“ als de facto Staatenlose rechtlos im Lande.
Das „Sondergesetz über nicht-heimgekehrte Personen“ 1959 erklärte alle auf dem chinesischen Festland (zwangsweise) zurückgebliebenen Japaner für tot. Ihre Einträge wurden, oft mit fingierter Todesursache, aus den Registern gestrichen und den zehntausenden in China Überlebenden somit die japanische Staatsbürgerschaft entzogen.

### Staatsangehörigkeitsgesetz 1950
Ein neues Kokuseki-hō wurde am 4. Mai 1950 (Nr. 147 von 1950) verkündet. Die Zuständigkeit liegt beim Justizministerium.
Die Staatsangehörigkeit durch Geburt erwirbt:
- jedes Kind eines japanischen Vaters, wenn er zum Zeitpunkt der Geburt Japaner war. (Seit Entscheidung des obersten Gerichts vom 16. April 2008 gilt dies auch für uneheliche Kinder, die nach Geburt anerkannt wurden.)
  - Kind eines vor Geburt verstorbenen Mannes, wenn dieser zum Todeszeitpunkt Japaner war.
- jedes Kind einer japanischen Mutter. Die Einschränkung auf unbekannte oder staatenlose Väter wurde aufgehoben.
- Findelkinder, solange deren Eltern unbekannt sind.
- die in Japan Geborenen, wenn beide Eltern staatenlos sind.
- wer durch Vater- bzw. Mutterschaftserklärung eines Japaners bzw. einer Japanerin anerkannt wird, ab Anzeige der Tatsache beim Justizministerium.

Volljährig gewordene Doppelstaatler, die durch Geburt eine zweite Staatsbürgerschaft haben, müssen gemäß Gesetz bis zum 22. Geburtstag für eine der beiden optieren. Diese Regel ist nicht strafbewehrt. Das Justizministerium hat, Stand 2018, auch noch nie einem Doppelstaatler, der keine Erklärung abgab, die japanische Staatsbürgerschaft entzogen. 

In den Jahren 2013 bis 2017 haben jährlich zwischen 380 und 770 Personen auf ihre japanische Staatsbürgerschaft verzichtet. Demgegenüber haben 2016 und 2017 jeweils mehr als 3000 Personen für Japan optiert. Auf Meldedaten basierende Schätzungen des Justizministerium gehen davon aus, dass etwa 890.000 in Japan lebende Volljährige Doppelstaatler sein könnten, die tatsächliche Zahl wird mit rund 700.000 angenommen.
Die grundlegenden Bedingungen für die Einbürgerung sind im Vergleich zum Gesetz von 1899 kaum verändert:
- 5 Jahre Wohnsitzerfordernis; dabei sollte man nie mehr als 100 Tage am Stück oder mehr als 20 % eines Jahres im Ausland gewesen sein.
  - verkürzbar auf 3 Jahre für Kinder ehemaliger Japaner oder für in Japan Geborene, wenn auch ein Elternteil in Japan geboren wurde. Dies gilt auch für mindestens drei Jahre mit Japanern verheiratete Ehepartner.
- „Guter Charakter,“ wozu auch ordentliche Steuerzahlungen und Mitgliedschaft in der gesetzlichen Rentenversicherung gerechnet werden. Vorstrafen sind nicht unbedingt ein Hindernis, fließen aber in Ermessensentscheide ein. Geprüft wird auch durch Befragung in der Nachbarschaft.
- Geregeltes Einkommen, 2015 mehr als ¥ 250.000 im Monat, bzw. finanziell autark oder reich verheiratet.
- Sprachkenntnisse auf dem Niveau der 2. oder 3. Grundschulklasse.
- Aufgabe anderer Staatsbürgerschaften (sofern unmöglich, z. B. für Iraner, kann der Justizminister hierauf verzichten).
- Verfassungstreue; vor wenigen Jahren neu eingeführt wurde als Versagungsgrund die Befürwortung des Sturzes der japanischen Regierung oder Mitgliedschaft in einer Organisation, die solches befürwortet.

Verdiensteinbürgerungen bedürfen eines Parlamentsbeschlusses.
Die Verlustgründe erstrecken sich auf die freiwillige Annahme einer ausländischen Staatsangehörigkeit oder Verzichtserklärung, die möglich ist, wenn keine Staatenlosigkeit eintritt. Im Ausland lebende Japaner müssen die Meldepflichten im Familienregistergesetz befolgen.
Wiedereinbürgerungen für Auslandsjapaner die wegen vorstehender Regel ausgebürgert, oder Doppelstaatler, die eine Verzichtserklärung abgegeben haben, werden durch entsprechende Anzeige ihres Wunsches beim Justizministerium wieder eingebürgert.